# Esqui estilo livre nos Jogos Olímpicos de Inverno de 2010
As competições de esqui estilo livre nos Jogos Olímpicos de Inverno de 2010 foram realizadas na Montanha Cypress. Os seis eventos ocorreram entre 13 e 25 de fevereiro.

## Calendário
| Fevereiro          | 12 | 13 | 14 | 15 | 16 | 17 | 18 | 19 | 20 | 21 | 22 | 23 | 24 | 25 | 26 | 27 | 28 |
| ------------------ | -- | -- | -- | -- | -- | -- | -- | -- | -- | -- | -- | -- | -- | -- | -- | -- | -- |
| Esqui estilo livre |    | 1  | 1  |    |    |    |    |    |    | 1  |    | 1  | 1  | 1  |    |    |    |

|  | Dia de competição |  | Dia de final |

## Eventos
| Masculino - Aerials - Moguls - Ski cross | Feminino - Aerials - Moguls - Ski cross |

## Medalhistas
Masculino
| Evento             | Ouro                            | Prata                             | Bronze                          |
| ------------------ | ------------------------------- | --------------------------------- | ------------------------------- |
| Aerials detalhes   | Alexei Grishin BLR Bielorrússia | Jeret Peterson USA Estados Unidos | Liu Zhongqing CHN China         |
| Moguls detalhes    | Alexandre Bilodeau CAN Canadá   | Dale Begg-Smith AUS Austrália     | Bryon Wilson USA Estados Unidos |
| Ski cross detalhes | Michael Schmid SUI Suíça        | Andreas Matt AUT Áustria          | Audun Grønvold NOR Noruega      |

Feminino
| Evento             | Ouro                              | Prata                      | Bronze                            |
| ------------------ | --------------------------------- | -------------------------- | --------------------------------- |
| Aerials detalhes   | Lydia Lassila AUS Austrália       | Li Nina CHN China          | Guo Xinxin CHN China              |
| Moguls detalhes    | Hannah Kearney USA Estados Unidos | Jennifer Heil CAN Canadá   | Shannon Bahrke USA Estados Unidos |
| Ski cross detalhes | Ashleigh McIvor CAN Canadá        | Hedda Berntsen NOR Noruega | Marion Josserand FRA França       |

## Quadro de medalhas
| Ordem | País               | Medalha de ouro | Medalha de prata | Medalha de bronze |    | Ordem por total |
| ----- | ------------------ | --------------- | ---------------- | ----------------- | -- | --------------- |
| 1     | CAN Canadá         | 2               | 1                |                   | 3  | 2               |
| 2     | USA Estados Unidos | 1               | 1                | 2                 | 4  | 1               |
| 3     | AUS Austrália      | 1               | 1                |                   | 2  | 4               |
| 4     | BLR Bielorrússia   | 1               |                  |                   | 1  | 6               |
| 4     | SUI Suíça          | 1               |                  |                   | 1  | 6               |
| 6     | CHN China          |                 | 1                | 2                 | 3  | 2               |
| 7     | NOR Noruega        |                 | 1                | 1                 | 2  | 4               |
| 8     | AUT Áustria        |                 | 1                |                   | 1  | 6               |
| 9     | FRA França         |                 |                  | 1                 | 1  | 6               |
| TOTAL | TOTAL              | 6               | 6                | 6                 | 18 | —               |